# Assassinat de Bronisław Pieracki
 (octobre 2021).
L'assassinat de Bronisław Pieracki, appelé processus de Varsovie dans l'historiographie ukrainienne, est un assassinat ciblé bien orchestré du plus haut responsable politique polonais de l'entre-deux-guerres, le ministre de l'Intérieur Bronisław Pieracki, mené le 15 juin 1934 par l'Organisation des nationalistes ukrainiens (OUN) en représailles à la politique gouvernementale de pacification (en) menée par la police.
OUN a été formé en Pologne par la fusion entre un certain nombre d'organisations d'extrême droite, dont l'Union des fascistes ukrainiens. Dès sa fondation en 1929, le fascisme a joué un rôle central dans l'organisation, combinant l'ethno-nationalisme extrême avec le terrorisme, le corporatisme et l'antisémitisme. L'assassin choisi, connu sous le pseudonyme de Hryhorij Maciejko "Gonta", était un membre de confiance d'OUN.

## Assassinat
Le plan d'assassinat a été décidé lors d'une réunion de l'OUN à Berlin. Maciejko a été fourni avec une bombe de fortune et un pistolet de calibre 7,65 mm de Bandera. Le matin du 15 juin 1934, Maciejko (31 ans) est apparu dans la rue Foksal à Varsovie devant un club social fréquenté par Pieracki. Il y a attendu plusieurs heures sans être détecté. Le ministre est arrivé dans sa limousine à 3 h 30 ; cependant, la bombe de Maciejko a échoué. Il a sorti son arme et a tiré sur le ministre par derrière à deux reprises à l'arrière de la tête. Maciejko réussit à s'échapper avec l'aide des émissaires de l'OUN jusqu'en Tchécoslovaquie puis en Argentine. Les funérailles nationales de Pieracki ont réuni quelque 100 000 personnes. Le cercueil a été envoyé à Nowy Sącz dans un train spécial et déposé dans sa tombe familiale.
Les autorités polonaises ne se sont pas rendu compte au début que l'OUN était à l'origine de l'assassinat et en ont imputé la responsabilité au Camp national-radical polonais (ONR). L'erreur a eu des conséquences terribles pour la vie politique de la Pologne. À la suite de cela, la prison de Bereza Kartuska pour dissidents a été formée. Un an plus tard, on sut que l'OUN était à l'origine de l'assassinat de Bronisław Pieracki. Le procès des dirigeants de l'OUN devant un tribunal de circuit de Varsovie a eu lieu entre le 18 novembre 1935 et le 13 janvier 1936. Stepan Bandera, Mykola Lebed et plusieurs autres membres de l'OUN ont été reconnus coupables de préparation de l'assassinat. Le véritable meurtrier, Hryhorij Maciejko, n'a jamais été traduit en justice. Il est mort à Buenos Aires en 1966.

## Accusés

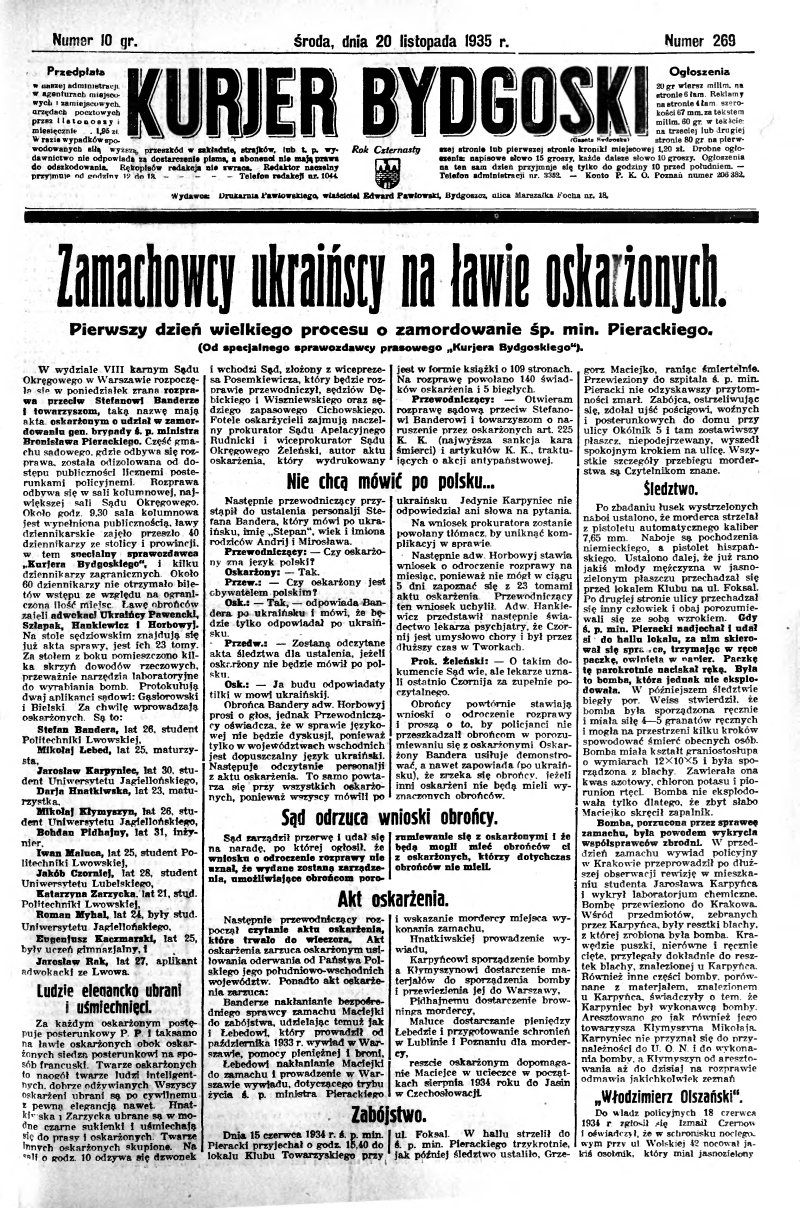
Première page de Kurjer Bydgoski du 20 novembre 1935 rapportant le début du procès contre Stepan Bandera et ses complices.

Au cours du processus de Varsovie, 16 membres de l'OUN ont été jugés, dont Stepan Bandera, Bohdan Pidhainy, Mykola Lebed, Yaroslav Karpynets, Mykola Klymyshyn, Dariya Hnatkivska, Yaroslav Rak, Yakiv Chorniy, Kateryna Zarytska, Ivan Malyutsa, Roman Myhal et Yevhen Kachmarsky.

### Peines
Après un procès de deux mois à Varsovie, le tribunal a condamné les coupables comme suit :
- Stepan Bandera, Mykola Lebed et Yaroslav Karpynets condamnés à mort, commués en perpétuité dans le cadre d'une amnistie gouvernementale.
- Mykola Klymyshyn, Bohdan Pidhainy condamné à la réclusion à perpétuité.
- Dariya Hnatkivska condamnée à 15 ans de prison.
- Ivan Malyutsa, Roman Myhal et Yevhen Kachmarsky condamnés à 12 ans de prison.
- Kateryna Zarytska condamné à 8 ans de prison.
- Yaroslav Rak et Yakiv Chorny condamné à 7 ans de prison.

Le tribunal a également refusé les droits civils à Hnatkivska, Malyutsa, Kachmarsky, Myhal, Chorny, Zarytska et Rak pendant 10 ans.